# Elena Buenavida
Elena Buenavida (Santa Cruz de Tenerife, Islas Canarias, 8 de marzo de 2004) es una jugadora de baloncesto española. Con 1,74 de estatura, su posición natural en la cancha es de base.

## Carrera
Buenavida comenzó a jugar a baloncesto a la edad de 10 años en el colegio Luther King San Miguel de Tenerife para más tarde marcharse al CB Luther King Laguna del norte de la isla donde terminó de formarse y explotar como jugadora, lo que desembocaría en convocatorias con las selecciones de Canarias y España, siendo pieza clave del conjunto español desde 2016 con la selección sub-12.
Con tan solo 14 años, y diversas ofertas de clubes del territorio peninsular, decidió aceptar una oferta del Segle XXI de Barcelona para formarse como jugadora en su academia, donde más tarde debutaría profesionalmente en la Liga Femenina 2. Ese mismo verano participó además en el mundial de baloncesto 3×3.
El 9 de abril de 2021 hizo oficial el final de su etapa con el Segle XXI anunciando su fichaje por el equipo sénior de la Universidad de UCLA, para jugar con las UCLA Bruins de la NCAA en 2022. Pero ya que Buenavida tenía varias ofertas de diversos clubs, se decantó por Valencia Basket.

### Selección nacional
En 2021 formó parte de la selección española en el Campeonato del Mundo sub-18 celebrado en Hungría, en el que acabaron en séptima posición tras caer en los cuartos de final . Ese mismo verano participó además en el mundial de baloncesto 3×3 también en Hungría, en el que acabaron subcampeonas del mundo, tras caer en la final ante Estados Unidos. Buenavida fuer incluida en el trío ideal del campeonato.
A pesar de todo, en septiembre de 2021 logró ser campeona de Europa sub-19 en baloncesto 3x3, tras derrotar a Alemania en la final, en el torneo disputado en Nantes, Francia.

## Trayectoria
- Segle XXI (2018-2022)
- Valencia Basket (2022-)

## Palmarés
- Campeona de Copa de la Reina 2024
- Campeona liga Endesa 2023
- Campeona liga Endesa 2024
- Campeona de la Supercopa 2023
- Bronze Europeo U16 (2019)
- Subcampeona del Mundo U18 de baloncesto 3×3  (2021)
- Campeona de Europa U18 de baloncesto 3x3 (2021)
- Subcampeona de Europa U18 (2022)
- Campeona de Europa de baloncesto (2022)
- Subcampeona del Mundo U19 (2023)
- Subcampeóna de Europa U20 (2024)
- Subcampeóna de Europa Eurobasket (2025)